# Kerri Walsh Jennings
Kerri Lee Walsh Jennings (* 15. August 1978 in Santa Clara, Kalifornien) ist eine ehemalige US-amerikanische Beachvolleyballspielerin. Sie wurde 2004, 2008 und 2012 mit ihrer Partnerin Misty May-Treanor Olympiasiegerin. 2016 gewann sie mit April Ross die Bronzemedaille. Gemeinsam mit May-Treanor gewann sie außerdem dreimal die Beachvolleyball-Weltmeisterschaft und war zwischen 2007 und 2008 in 112 aufeinanderfolgenden Turnierspielen erfolgreich. Sie gilt als eine der erfolgreichsten Beachvolleyballspielerinnen der Geschichte. Zu Beginn ihrer Karriere spielte sie auch in der Halle und nahm mit der US-Nationalmannschaft an den Olympischen Spielen 2000 teil.

## Werdegang
Walsh begann ihre Karriere bei der Stanford University und spielte zunächst Volleyball in der Halle.

### Olympische Sommerspiele 2000
Die Außenangreiferin nahm mit der Nationalmannschaft der USA an den Olympischen Spielen 2000 in Sydney teil, bei denen die Vereinigten Staaten den vierten Platz belegten.
Danach wechselte Walsh zum Beachvolleyball. Sie spielt sowohl auf der AVP-Tour als auch bei der FIVB World Tour. Ihr erstes Turnier auf der World Tour absolvierte Walsh mit Misty May-Treanor bei den Cagliari Open 2001. Als Dritte in Gstaad gewannen Walsh/May-Treanor ihre erste Medaille und in Espinho gelang ihnen im Finale gegen die Brasilianerinnen Adriana Behar und Shelda Bede. Bei der WM in Klagenfurt erreichten sie ohne Satzverlust das Achtelfinale, das sie gegen die Chinesinnen Chi Rong und Xiong Zi im Tiebreak verloren. Nach der WM stand Walsh in drei Endspielen von FIVB-Turnieren und jedes Mal unterlag sie Adriana Behar und Shelda Bede, in Osaka und Hongkong mit May-Treanor und in Fortaleza mit ihrer Ersatzpartnerin Holly McPeak. Bei der World Tour 2002 gewannen Walsh/May-Treanor drei der ersten vier Turniere (Madrid, Gstaad und Montreal) und standen beim Grand Slam in Marseille im Finale. Weitere Turniersiege gelangen ihnen in Klagenfurt und Maoming, bevor sie im September in Mallorca und Vitória Zweite wurden. Damit schlossen sie die Serie als World Tour Champion 2002 ab. Zu Beginn der World Tour 2003 siegten sie nach einem Platz in Rhodos bei den Gstaad Open. Nach dem verlorenen Finale von Stavanger gewannen sie nacheinander die drei Grand Slams in Marseille, Klagenfurt und Los Angeles. Bei der WM in Rio de Janeiro kamen Walsh/May-Treanor ungeschlagen ins Finale, in dem sie sich gegen Adriana Behar und Shelda Bede durchsetzten und erstmals Weltmeister wurden. Außerdem gewannen sie in ihrer Heimat ohne Niederlage die AVP-Tour, wobei Walsh zur wertvollsten Spieler (MVP) ernannt wurde.
Die World Tour 2004 eröffneten Walsh/May-Treanor mit drei Turniersiegen in Fortaleza, Rhodos und Gstaad. Beim Grand Slam in Berlin verpassten sie erstmals die Top Ten. Damit endete eine Serie von 89 Spielen ohne Niederlage. Danach spielte Walsh vorübergehend mit Rachel Wacholder und gewann mit ihr die Grand Slams in Marseille und Klagenfurt.

### Olympische Sommerspiele 2004
Bei den Olympischen Spielen in Athen waren Walsh und May-Treanor wieder vereint. Sie gelangten ins Finale, ohne einen Satz abzugeben. Dort kam es wie bei der WM zum Duell mit Adriana Behar und Shelda Bede, das das US-Duo mit 2:0 gewann. Die Olympiasiegerinnen dominierten auch wieder die AVP-Tour mit Walsh als MVP. Ebenso erfolgreich waren sie bei der WM in Berlin, als sie erst im Halbfinale gegen die Chinesinnen Tian Jia und Wang Fei einen Satz verloren. Mit einem Finalsieg gegen die Brasilianerinnen Larissa/Juliana verteidigten sie ihren WM-Titel. Auch bei der World Tour 2005 gewannen sie fast alle Turniere, an denen sie teilnahmen, lediglich bei den Acapulco Open mussten sie sich im Endspiel Larissa/Juliana geschlagen geben. Walsh wurde von der FIVB als beste Blockspielerin und „Sportsperson of the Year“ ausgezeichnet. Bei der AVP-Tour gelang Walsh/May-Treanor der dritte Gesamtsieg in Folge.
Bei den ersten vier FIVB-Turnieren 2006 standen sie jeweils im Finale. In Athen siegten sie gegen Ji Linjun und Wang Lu und in Gstaad gegen Larissa/Juliana, denen sie in den Endspielen von Modena und Paris unterlegen waren. Einen weiteren Turniersieg erreichten Walsh Jennings/May-Treanor in Acapulco gegen Talita/Renata. In die Saison 2007 starteten sie mit einem Sieg beim Grand Slam in Paris und nach einem dritten Platz in Stavanger begann eine Siegesserie. Auf der AVP-Tour blieben Walsh Jennings/May-Treanor vom 19. August 2007 bis zum 31. August 2008 ungeschlagen; die Niederlagen am Anfang und Ende der 112 Spiele umfassenden Siegesserie kassierten sie jeweils gegen Elaine Youngs und Nicole Branagh. Auf der World Tour gewann Walsh Jennings von den Montreal Open im Juli 2007 bis zu den Dubai Open alle Turniere und insgesamt 75 Spiele.
Dabei trat sie zum Schluss in Dubai mit Branagh an, weil sich May-Treanor bei einer Tanzshow eine Achillessehnenruptur zugezogen hatte. Während dieser Serie blieben Walsh Jennings/May-Treanor bei der WM in Gstaad ohne Satzverlust und wurden im Finale gegen Tian Jia und Wang Jie zum dri Jenningstten Mal in Folge Weltmeister.

### Olympische Sommerspiele 2008

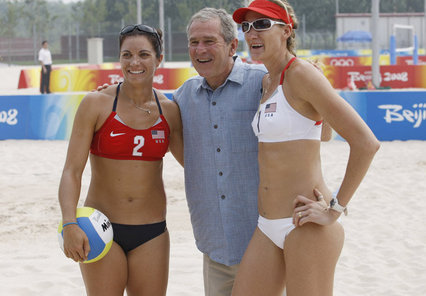
Walsh Jennings (rechts) mit Misty May-Treanor und dem damaligen US-Präsidenten George W. Bush während der Olympischen Spiele 2008 in Peking

Ein Turnier ohne Satzverlust gelang ihnen auch bei den Olympischen Spielen 2008 in Peking. Hier kam es ebenfalls zum Endspiel gegen die Chinesinnen und Walsh Jennings/May-Treanor gewannen ihre zweite olympische Goldmedaille. Außerdem dominierten sie erneut die AVP-Tour. Da Walsh Jennings, die von 2005 bis 2008 jedes Jahr von der FIVB zur „Sportsperson of the Year“ und diverse weitere individuelle Auszeichnungen erhielt, beim Turnier in Dubai bereits zwei Monate schwanger war, legte sie eine Babypause ein. Nach der Geburt ihres ersten Kindes absolvierte sie 2009 vor allem mit Rachel Wacholder einige Turniere auf der AVP-Tour. Danach wurde sie aber erneut schwanger und pausierte deshalb bis 2010.
Am Ende der World Tour 2010 spielte Walsh Jennings zwei Turniere mit Branagh, wobei sie Fünfte in Sanya wurde und die Phuket Open gewann. Zur Saison 2011 war das erfolgreiche Duo Walsh Jennings/May-Treanor wieder vereint, das zunächst Zweiter in Brasília und Vierter in Sanya wurde. Nachdem Walsh Jennings die Mysłowice Open mit Brittany Hochevar gespielt hatte, gewann sie mit ihrer Standardpartnerin den Grand Slam in Peking mit einem Finalsieg gegen das deutsche Duo Holtwick/Semmler. Bei der WM in Rom unterlagen sie erst im Endspiel gegen Larissa/Juliana. Im weiteren Verlauf der Tour gelangen ihnen Turniersiege in Moskau und Klagenfurt; hinzu kamen drei fünfte Plätze und am Ende zwei verlorene Endspiele in Åland und Den Haag. Ihr erstes Finale auf der World Tour 2012 spielten sie beim Grand Slam in Moskau, wobei sie gegen Xue Chen und Zhang Xi verloren. Den Grand Slam in Gstaad gewannen sie mit einem Sieg gegen die Niederländerinnen Keizer/van Iersel.

### Olympische Sommerspiele 2012
Die Revanche gelang ihnen im Achtelfinale der Olympischen Spiele in London; dort kamen sie wieder ins Finale und gewannen mit einem Sieg im US-Duell gegen Jennifer Kessy und April Ross ihre dritte olympische Goldmedaille in Folge. Nach diesem Erfolg erklärte May-Treanor ihre Karriere für beendet. Walsh Jennings spielte noch den Grand Slam in Stare Jabłonki mit Branagh. Bei den Spielen in London war sie bereits zum dritten Mal schwanger und legte erneut eine Pause ein.
2013 bildete Walsh Jennings ein neues Duo mit April Ross. Auf der FIVB World Tour gewannen sie nach einem neunten Platz in Gstaad die Grand Slams in São Paulo (gegen Ludwig/Walkenhorst) und Xiamen (gegen Lima/Talita). Zu Beginn der World Tour 2014 gewannen sie die Fuzhou Open und später die Grand Slams in Moskau, Stavanger und Long Beach. Die anderen Turniere beendeten sie auf dem fünften oder neunten Rang. Bei der AVP Tour schafften sie ihren ersten gemeinsamen Gesamtsieg. In der Saison 2015 war Walsh Jennings wegen einer Verletzung an der Schulter etwas eingeschränkt. Nach dem dritten Platz in Fuzhou verpasste sie beim Grand Slam in Moskau zum erst zweiten Mal in ihrer Karriere die Top Ten eines FIVB-Turniers. Bei der WM in den Niederlanden überstanden Walsh Jennings/Ross die Gruppenphase und das erste K.-o.-Spiel ungeschlagen, mussten sich aber im Achtelfinale den Chinesinnen Wang Fan und Yue Yuan geschlagen geben. Ihr einziges Finale 2015 bei der FIVB-Serie spielten sie in Long Beach, wo sie gegen Larissa/Talita verloren. Die World Tour 2016 eröffneten sie mit dem Gewinn des Grand Slams in Rio de Janeiro. Später gewannen sie nacheinander die Open-Turniere in Fuzhou und Cincinnati sowie den Grand Slam in Moskau. Beim Gstaad Major unterlagen sie wieder Larissa/Talita.

### Olympische Sommerspiele 2016

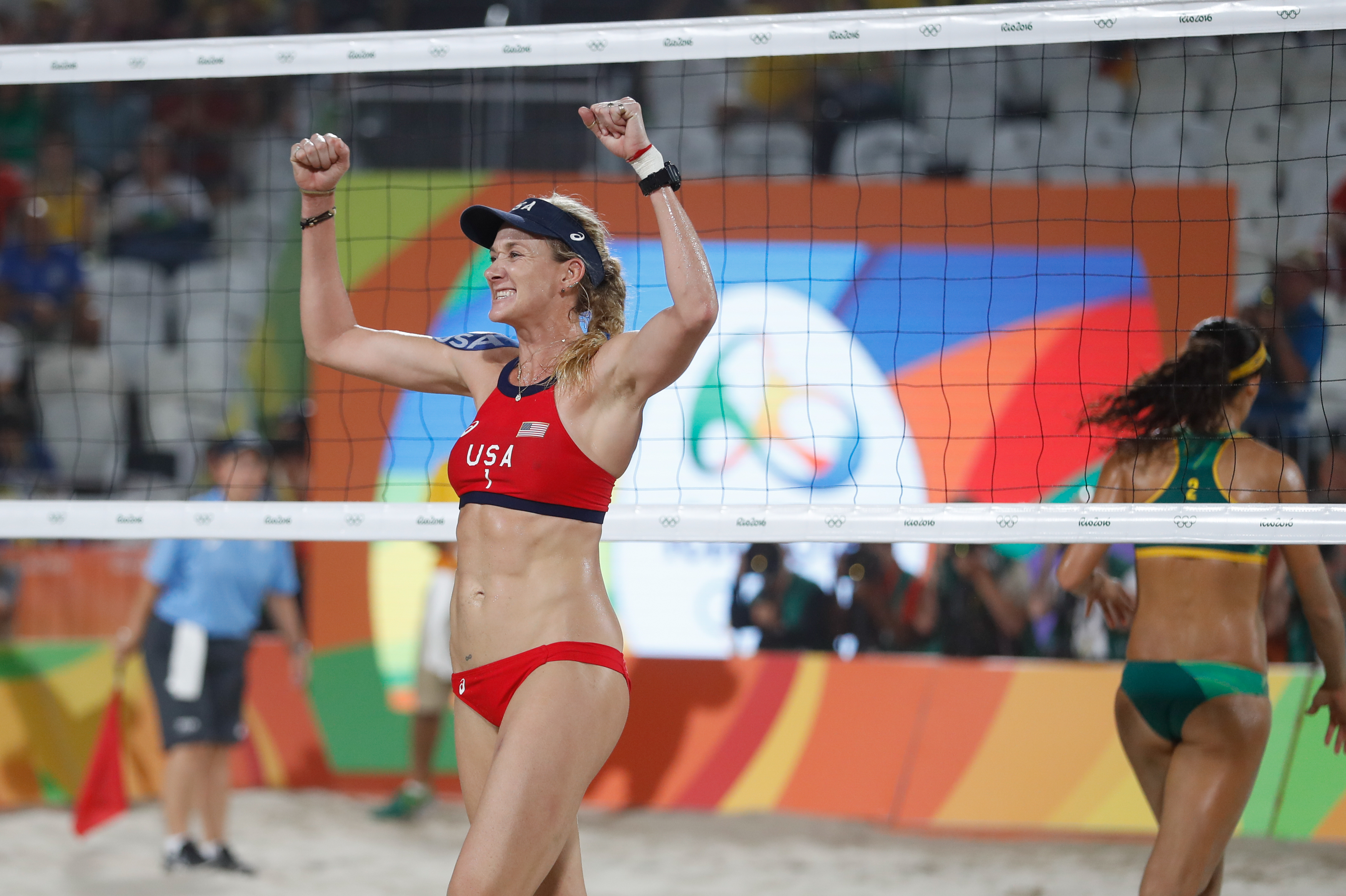
Spiel um Bronze bei den Olympischen Spielen 2016

Als bestes Team der Olympiarangliste qualifizierten sich Walsh Jennings/Ross für die Olympischen Spiele in Rio de Janeiro. Als Gruppensieger gelangten sie mit zwei weiteren Siegen ins Halbfinale. Dort mussten sie sich den Brasilianerinnen Ágatha/Bárbara geschlagen geben. Walsh verlor damit zum ersten Mal überhaupt ein Spiel bei einem olympischen Turnier und verpasste ihre vierte Goldmedaille in Folge. Das Spiel um die Bronzemedaille gewannen Walsh Jennings/Ross gegen Larissa und Talita. Anschließend gewannen sie den Grand Slam in Long Beach und belegten Platz fünf beim Saisonfinale in Toronto.
Wegen Differenzen bzgl. der US-amerikanischen AVP-Tour trennten sich Walsh Jennings und Ross im Frühjahr 2017. Walsh Jennings spielte seitdem wieder an der Seite von Nicole Branagh. Von Ende 2018 bis Mitte 2021 war Brooke Sweat ihre Partnerin, mit der sie ihre sechste Teilnahme an Olympischen Spielen knapp verpasste. Danach beendete Walsh Jennings ihre Beachvolleyballkarriere.
2022 wurde Walsh Jennings in die „Volleyball Hall of Fame“ aufgenommen.

## Privatleben
Kerri Walsh ist die Tochter von Margie und Tim Walsh und hat zwei jüngere Schwestern, Kelli und KC, sowie einen älteren Bruder namens Marte. Ihr Vater war einst Baseballspieler und ihre Mutter zweimalige MVP (Wertvollste Spielerin) beim Volleyball in Santa Clara. Kerri Walsh verfügt über einen Abschluss in American Studies der Stanford University.
Walsh heiratete am 4. Dezember 2005 Casey Jennings (* 1975), der ebenfalls professioneller Beachvolleyballspieler ist. Die beiden haben zwei Jungen, die 2009 und 2010 zur Welt kamen, und eine Tochter, die 2013 geboren wurde. Sie leben mit ihren Kindern in Manhattan Beach.